# الحدود السعودية الكويتية
الحدود السعودية الكويتية يبلغ طولها 221 كم (137 ميل) وتمتد من النقطة الثلاثية مع العراق في الغرب إلى ساحل الخليج العربي في الشرق.

## الوصف
تبدأ الحدود من الغرب عند النقطة الثلاثية مع العراق على وادي الباطن؛ خط مستقيم 90 درجة. كم (55 ميلاً)، بزاوية طفيفة نحو الجنوب الشرقي، ثم تتجه شرقاً. ثم تنعطف الحدود جنوباً عبر سلسلة من الخطوط غير المنتظمة، قبل أن تنعطف بشكل حاد شرقاً، بخط مستقيم ٧٠ درجة. كم (43 ميلاً) يمتد إلى ساحل الخليج.

## التاريخ

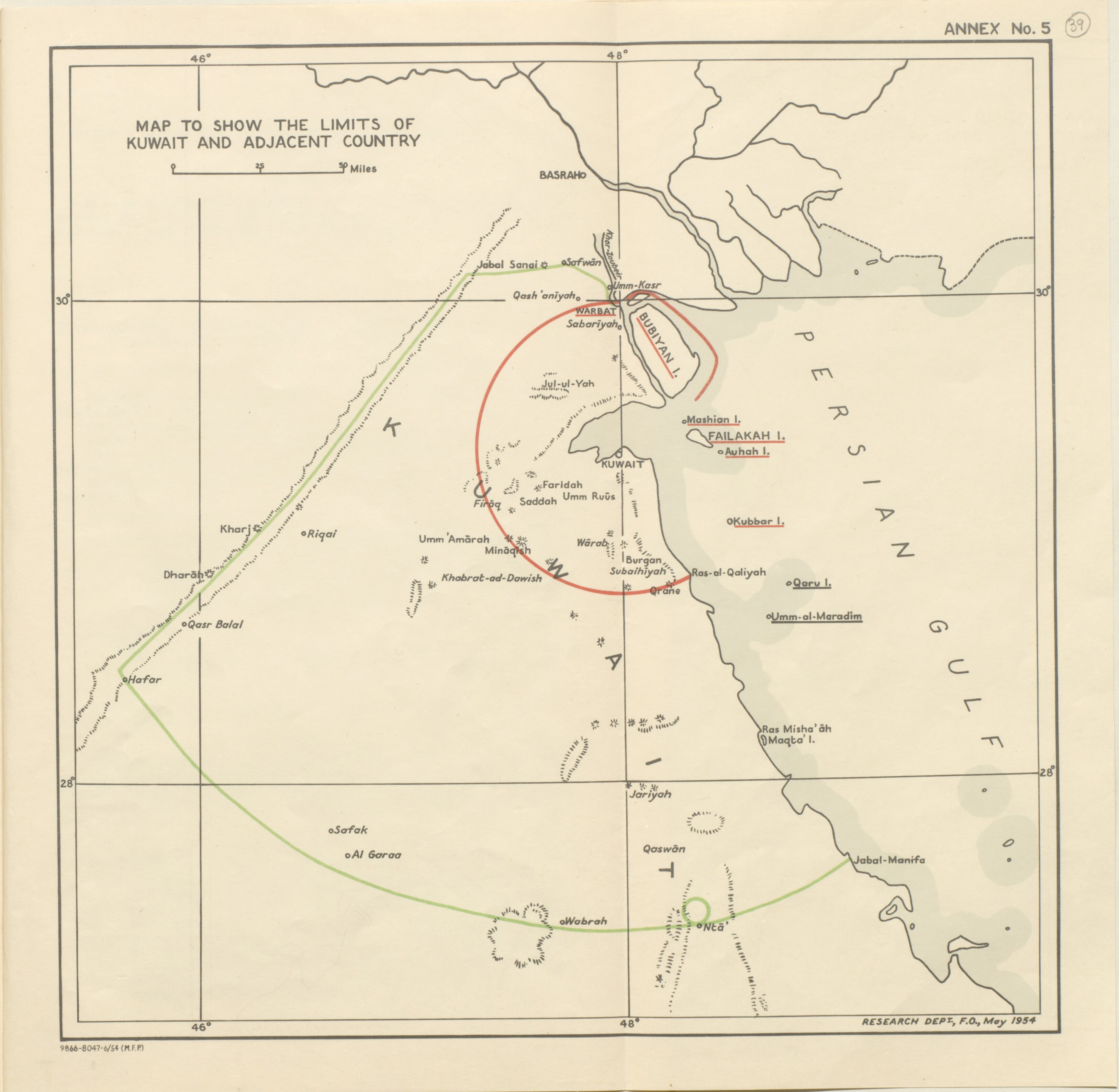
خريطة بحدود دائرة حمراء ودائرة خضراء وفقًا للاتفاقية الأنجلو عثمانية لعام 1913

تاريخيًا لم تكن هناك حدود محددة بوضوح في هذا الجزء من شبه الجزيرة العربية؛ ففي بداية القرن العشرين، سيطرت الإمبراطورية العثمانية على ما يُعرف الآن بالعراق وسيطرت بريطانيا على الكويت كحماية، وكان الجزء الداخلي يتكون من مجموعات عربية منظمة بشكل فضفاض، والتي شكلت إمارات في بعض الأحيان، وأبرزها إمارة نجد والأحساء التي حكمتها عائلة آل سعود. قسمت بريطانيا والإمبراطورية العثمانية نظريًا مناطق نفوذهما عبر ما يسمى بالخطوط «الزرقاء» و«البنفسجية» في عامي 1913–14، والتي اعترف العثمانيون بموجبها بالمطالبات البريطانية بالكويت، المقسمة عن بلاد ما بين النهرين العثمانية على طول وادي الباطن (ما يسمى «الخط الأخضر»، انظر الخريطة على اليسار).
خلال الحرب العالمية الأولى، نجحت الثورة العربية الكبرى، بدعم من بريطانيا، في إزالة العثمانيين من معظم أنحاء الشرق الأوسط؛ وفي الفترة التي تلت ذلك، تمكن عبد العزيز آل سعود من توسيع نطاق نفوذه بشكل كبير، وأعلن في النهاية قيام المملكة العربية السعودية في عام 1932. ادعى ابن سعود الكويت كجزء من دولته الجديدة، وحاول ضمها في عام 1919، مما أدى إلى الحرب النجدية الكويتية؛ وعندما فشلت تلك الحرب، فرض حصارًا على الكويت.
في ديسمبر 1922، التقى بيرسي كوكس، المفوض السامي البريطاني في الانتداب البريطاني على العراق، مع ابن سعود ووقع معاهدة العقير، الذي وضع اللمسات الأخيرة على حدود السعودية مع كل من الكويت والعراق. كما أنشأت المعاهدة منطقة محايدة سعودية كويتية كبيرة في الجنوب الشرقي، حيث كان من المقرر أن يتقاسم الطرفان حقوقًا متساوية في انتظار اتفاق آخر. عندما تم اكتشاف النفط لاحقًا في هذه المنطقة، تم الاتفاق على تقسيمها في عام 1965، وتم التصديق على هذا التقسيم في عامي 1969 و1970، وعند هذه النقطة تم الانتهاء من الحدود الكويتية السعودية في موقعها الحالي.
غزا العراق الكويت وضمها في عام 1990، وانتهك الحدود بين الكويت والسعودية في عام 1991 في معركة الخفجي خلال حرب الخليج.

## المعابر الحدودية
المعبران الحدوديان الرئيسيان هما السالمي (محافظة الجهراء) والنويصيب (محافظة الأحمدي).